# Gymnázium J. K. Tyla
Gymnázium J. K. Tyla je královéhradecká střední škola sídlící v unikátní budově na Tylově nábřeží navržené architektem Josefem Gočárem. Mezi absolventy školy nalezneme mnoho významných osobností.
Jedná se o příspěvkovou organizaci Královéhradeckého kraje.

## Historie

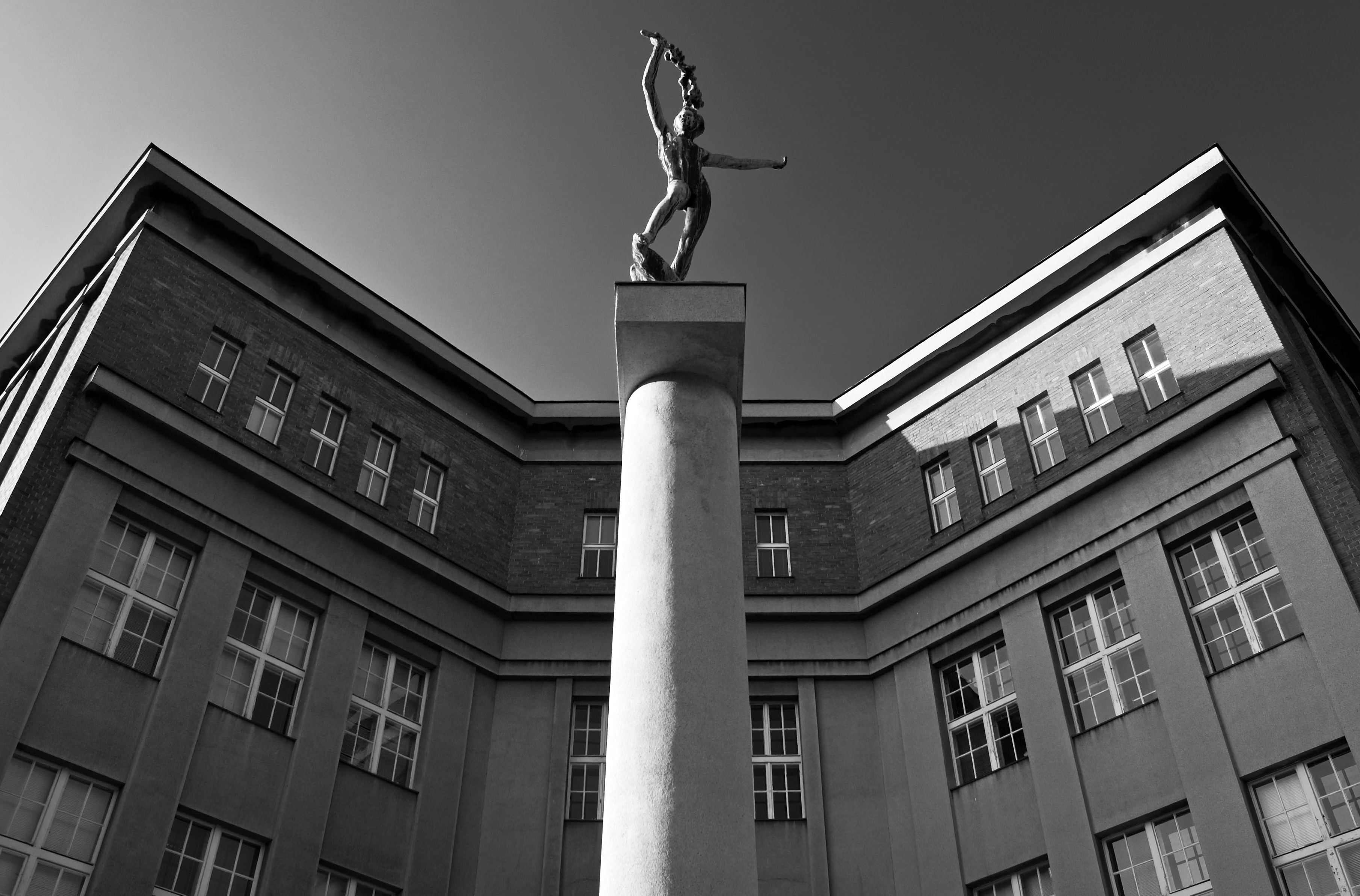
Socha „Vítěz“ od Jana Štursy před budovou gymnázia

Gymnázium je pokračovatelem latinských městských škol, první zmínku o nich lze nalézt v roce 1362. Postupem času se výuka transformovala v jezuitské gymnázium a později státní rakouské gymnázium, které poslední desítky let své existence bojovalo s nedostatkem prostor.
Bylo třeba postavit novou budovu pro tehdy už československé gymnázium. Bylo rozhodnuto, že se stane součástí školního bloku na labském nábřeží, byla zařazena do městského regulačního plánu a v letech 1925–1927 vystavěna na základě návrhu architekta Josefa Gočára. Vyučování v tehdejším Rašínově gymnáziu začalo 1. května 1927.

### Ředitelé
Seznam ředitelů školy od roku 1936:
| Jméno                              | Od   | Do   |
| ---------------------------------- | ---- | ---- |
| PhDr. Alois Mazánek                | 1936 | 1939 |
| Ludvík Novák                       | 1939 | 1946 |
| PhDr. František Průša              | 1946 | 1949 |
| Vítězslav Hejduk                   | 1948 | 1953 |
| PhDr. Božena Votrubová-Andrlová    | 1953 | 1966 |
| Karel Žuček                        | 1966 | 1982 |
| PaedDr. Oldřich Draslar            | 1982 | 1990 |
| RNDr. Marta Pětová                 | 1990 | 2005 |
| Mgr. Robert Novák                  | 2005 | 2018 |
| Mgr. Bc. Matěj Ondřej Havel, Ph.D. | 2018 | 2024 |
| RNDr. Tomáš Měkota                 | 2024 |      |

### Významní studenti

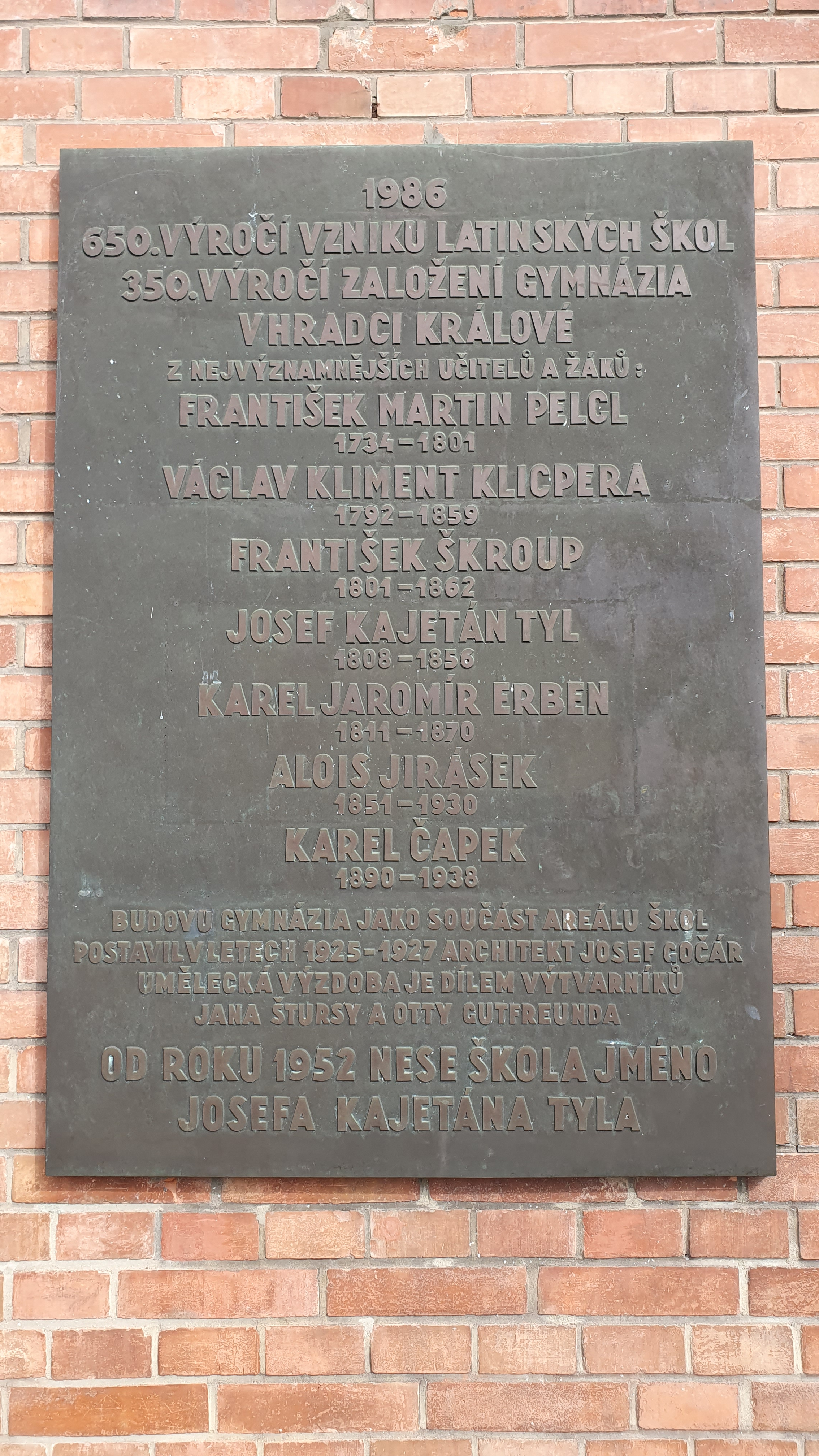
Pamětní deska vzniklá u příležitosti 650. výročí hradeckého gymnaziálního školství v roce 1986

#### Umělci
- Josef Kajetán Tyl, dramatik a spisovatel
- Karel Jaromír Erben, básník
- Alois Jirásek,
- Karel Čapek, spisovatel a novinář (ve čtvrtém ročníku byl z gymnázia vyloučen, formou tzv. consilia abeundi,[5] zdroje se rozcházejí v tom, jestli to bylo důsledkem odhalení protirakouského spolku nebo nepříliš přívětivého vztahu ke studiu[6])
- Rudolf Mertlík, spisovatel a překladatel
- David Drábek, dramatik a divadelní režisér
- Matyáš Novák, klavírista
- Petr Matyáš Cibulka, herec

#### Politici

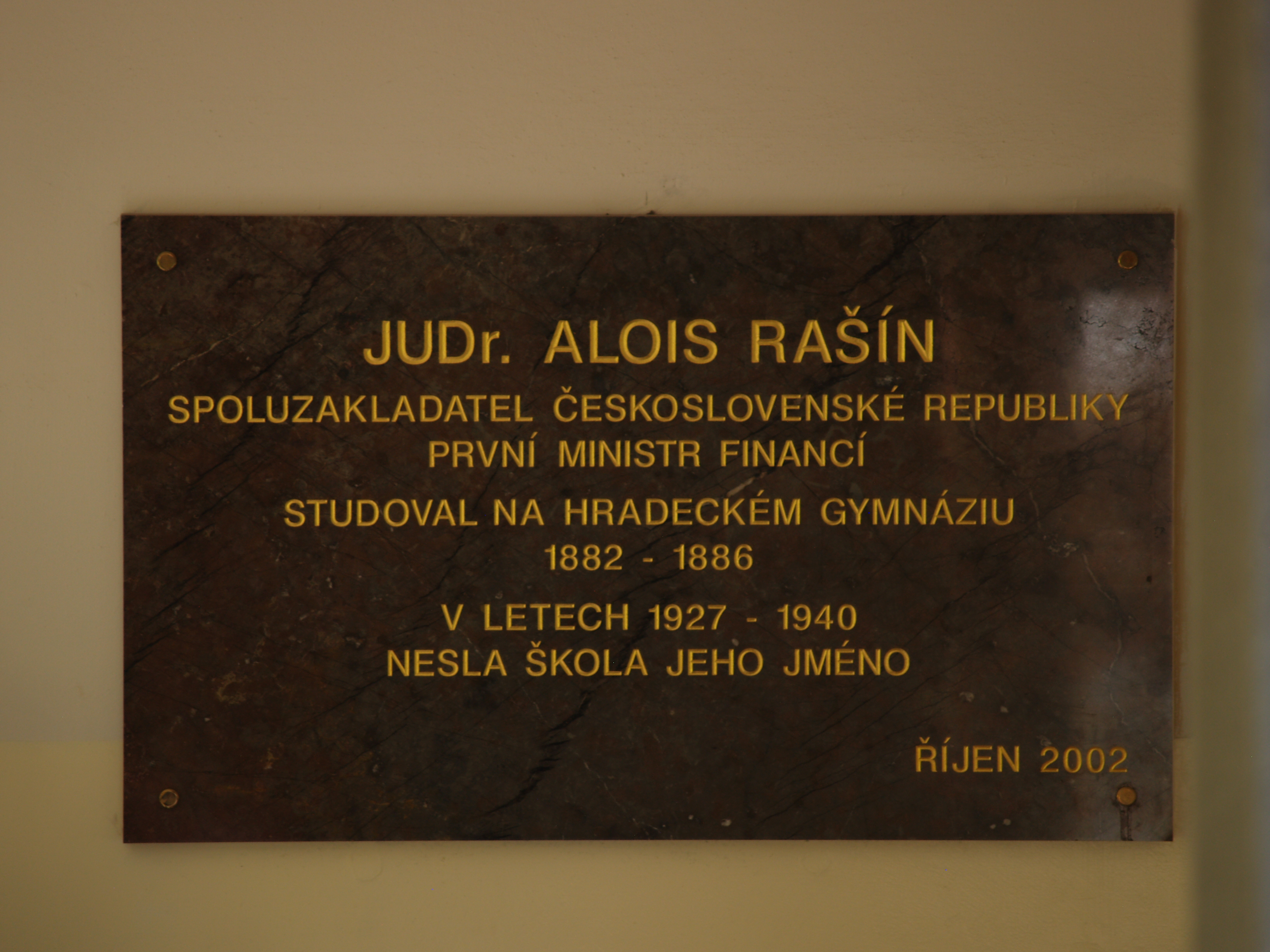
Pamětní deska Aloise Rašína

- Alois Rašín, první československý ministr financí
- František Ulrich, významný starosta Hradce Králové
- Albert Pražák, vědec a předseda České národní rady za pražského povstání
- Leoš Heger, poslanec Parlamentu ČR za TOP 09, bývalý ministr zdravotnictví a ředitel Fakultní nemocnice Hradec Králové
- Matěj Ondřej Havel, poslanec Parlamentu ČR za TOP 09, ředitel gymnázia J. K. Tyla

#### Vědci
- Milena Lenderová, historička a nositelka ceny Magnesia Litera
- František Smotlacha, mykolog
- Eduard Čech, matematik

#### Církevní činitelé
- Dominik Duka, 36. arcibiskup pražský
- David Vopřada

#### Sportovci
- Jan Novák, dálkový plavec[7]

### Významní profesoři

#### Jakub Hron
Jakub Hron Metánovský, fyzik, spisovatel, filosof, vynálezce a tvůrce roztodivných jazykových novotvarů, působil na hradeckém gymnáziu přibližně pětadvacet roků, od sedmdesátých do devadesátých let devatenáctého století, jako učitel matematiky a fyziky.

#### Přemysl Šedivý
PaedDr. Přemysl Šedivý († 6. června 2014) byl na škole profesorem fyziky, matematiky a deskriptivy od roku 1968 do roku 2006. Napsal několik středoškolských učebnic fyziky, organizoval celorepublikovou fyzikální olympiádu.

#### Lenka Chytilová
Významná česká literátka (básnířka) Mgr. Lenka Chytilová na škole učila v letech 1992 až 2011 český jazyk a literaturu. V roce 2011 odešla do důchodu.

## Budova

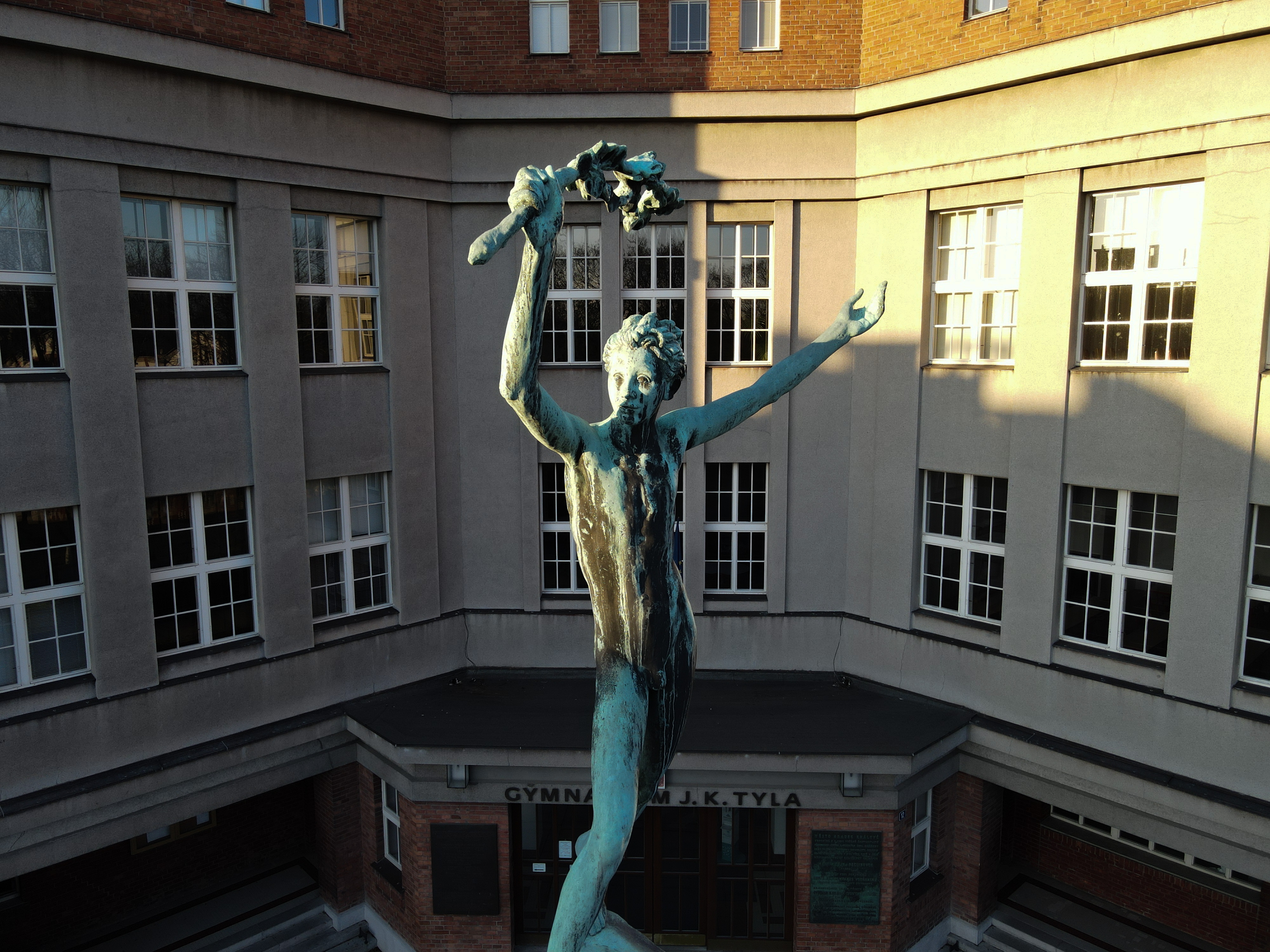
Socha Vítěze (1921) od Jana Štursy

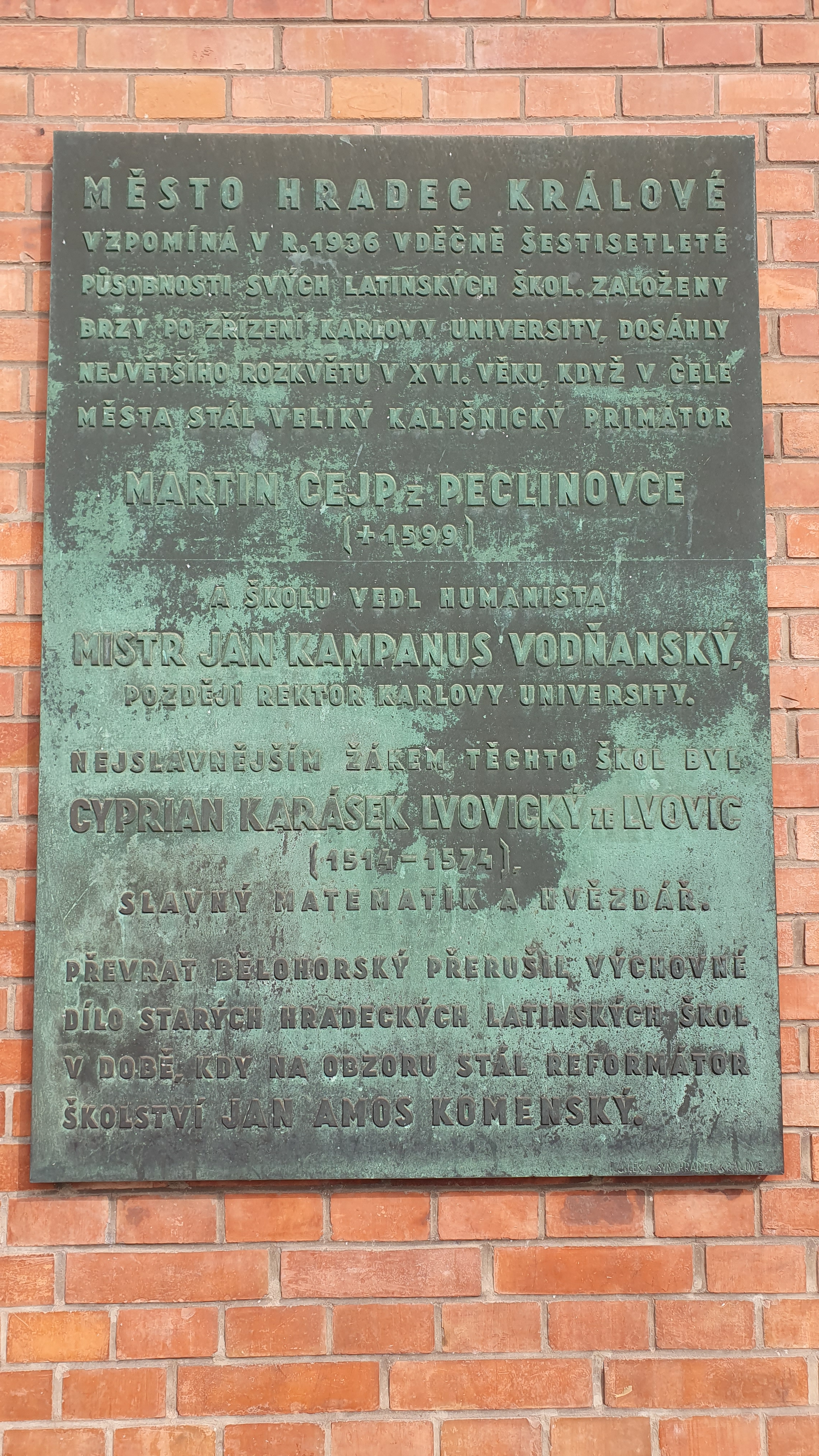
Pamětní deska z roku 1936 u vstupu upomínající na tradici hradeckého gymnaziálního školství, které tehdy slavilo 600 let

Budova gymnázia byla vystavěna v letech 1925–1927 na základě projektu architekta Josefa Gočára. Stylově ji lze zařadit k počátkům konstruktivismu v moderní české architektuře. Budova kombinuje režné zdivo s cementovými omítkami a charakterizuje ji třípatrový monumentální vstup, který se před studenty i návštěvníky jakoby rozevírá. Do budovy se vstupuje po trojbokém schodišti, před nímž je na 6 m vysokém sloupu umístěna bronzová socha Vítěz od sochaře Jana Štursy. Mohutné průčelí s lizénami je zakončeno římsou, vedle vstupu jsou dvě pamětní desky a na vlysu přímo nad ním je nápis „Gymnázium J. K. Tyla“. Z tohoto vstupního bloku vybíhají dvě dvoupatrová křídla členěné horizontálními římsami. Okna jsou čtyř- nebo šestikřídlová. Na jižním křídle je u země umístěn znak československé republiky od sochaře Otto Gutfreunda s letopočtem výstavby. Na severní křídlo navazuje tělocvična, samostatně pak stojí vila ředitele.
Vzhledem ke špatnému stavu budovy gymnázia přistoupilo vedení školy v roce 2011 k rekonstrukci historické budovy za přispění města Hradce Králové a fondů Evropské unie. Doba rekonstrukce se odhadovala na 15 měsíců, po tuto dobu, tedy od poloviny listopadu 2011, byli studenti přestěhováni do budovy na Pospíšilově třídě, kde byl v minulosti Ústav hluchoněmých. Tato budova byla pro účely školy rovněž rekonstruována, její stav však byl i tak pouze provizorní a k dalším fázím rekonstrukce mělo být přistoupeno po návratu studentů gymnázia do původní budovy.

## Současnost
Na škole se učí šest set studentů rozdělených do dvaceti tříd. V každém ročníku je tedy pět tříd (označených písmeny A – E). V současnosti nabízí škola vzdělávání pouze ve třídách se všeobecným zaměřením, nicméně ve druhém ročníku volí studenti významnou profilaci. Buď směrem společnost, nebo směrem příroda.

### Vybavení
Škola disponuje třemi počítačovými učebnami, všechny třídy jsou vybaveny dataprojektorem a počítačem. V rámci vyučování fyziky se v laboratoři fyziky využívají počítače se soustavou ISES. Nacházejí se tu laboratoře pro výuku fyziky, biologie a chemie. V areálu se nacházejí dvě tělocvičny a venkovní hřiště.
Školní hřiště bylo před několika lety rekonstruováno, mimo ně mají studenti k sportovnímu vyžití k dispozici dvě tělocvičny a posilovnu.

### Další instituce
Součástí školy je školní jídelna, která vaří dotované obědy studentům a profesorskému sboru a nedotované obědy komukoliv jinému. 